# Qabremūsá
Qabremūsá (persiska: قبر موسی, Qabr-e Mūsá, قبرموسی) är en ort i Iran.   Den ligger i provinsen Lorestan, i den västra delen av landet, 400 km sydväst om huvudstaden Teheran. Qabremūsá ligger 1 377 meter över havet och antalet invånare är 698.
Terrängen runt Qabremūsá är kuperad. Runt Qabremūsá är det ganska tätbefolkat, med 52 invånare per kvadratkilometer. Närmaste större samhälle är Kūhdasht, 15,4 km väster om Qabremūsá. Omgivningarna runt Qabremūsá är i huvudsak ett öppet busklandskap.